# Tattersall (Bad Kissingen)

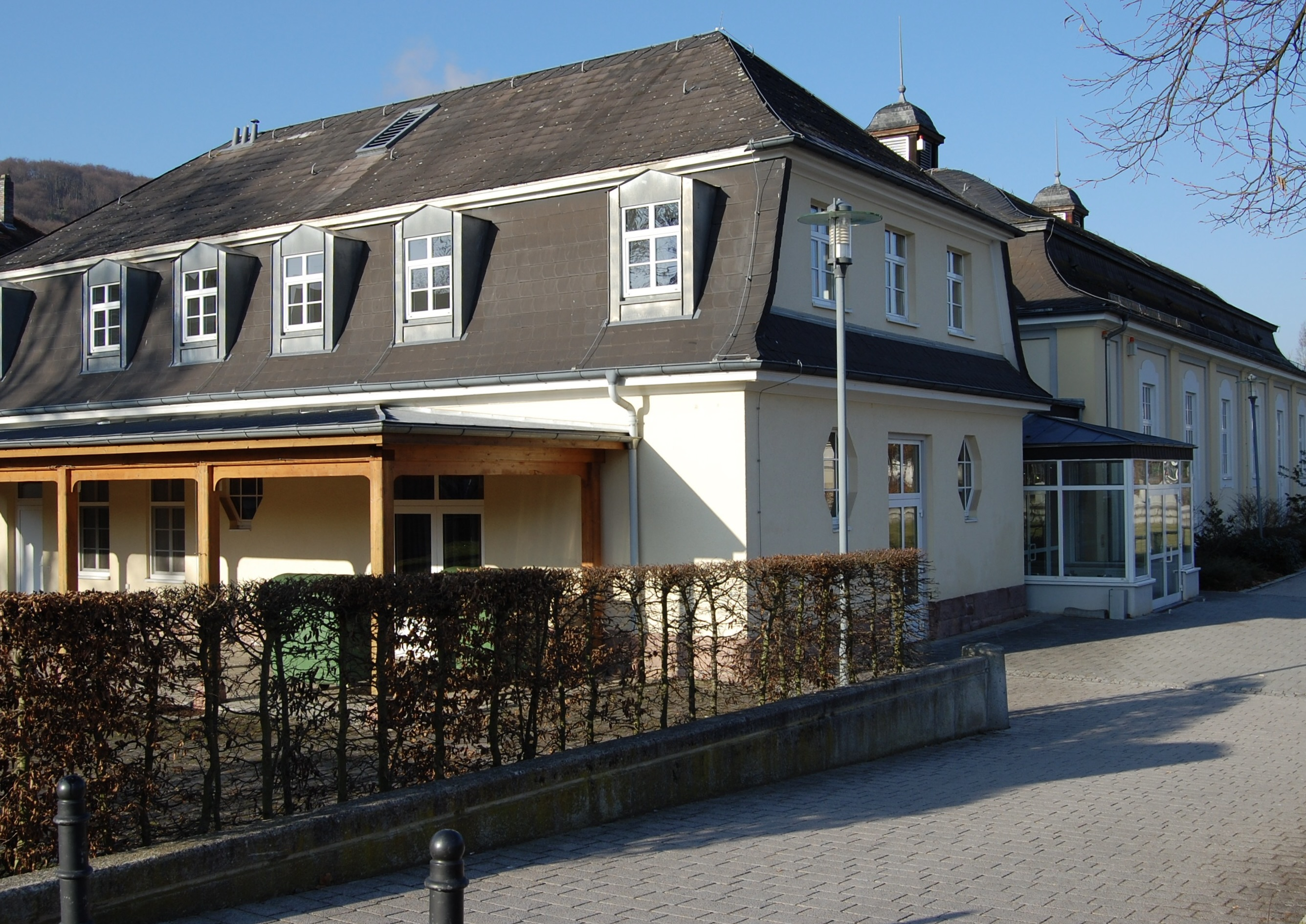
Außenansicht (Südost) des Bad Kissinger Tattersalls (2008)

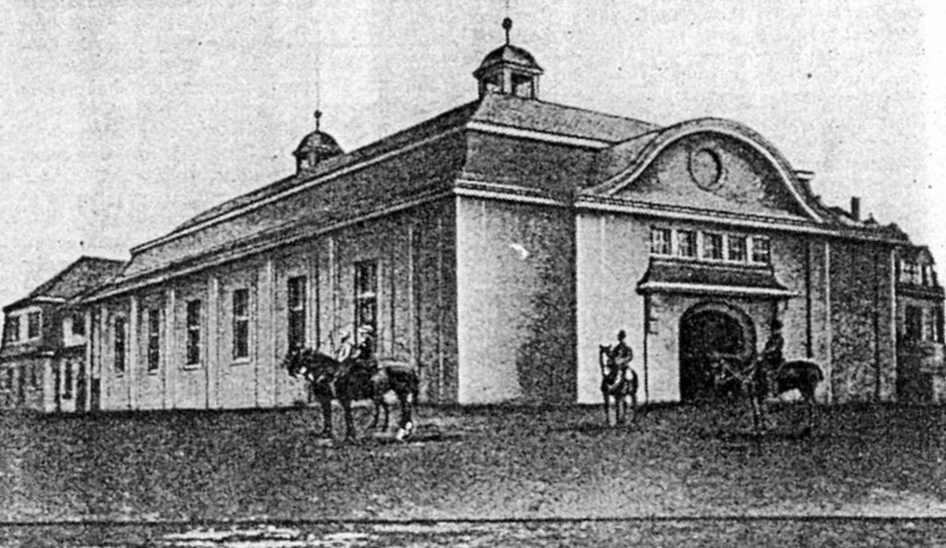
Außenansicht (Nordost) des Bad Kissinger Tattersalls (1912)

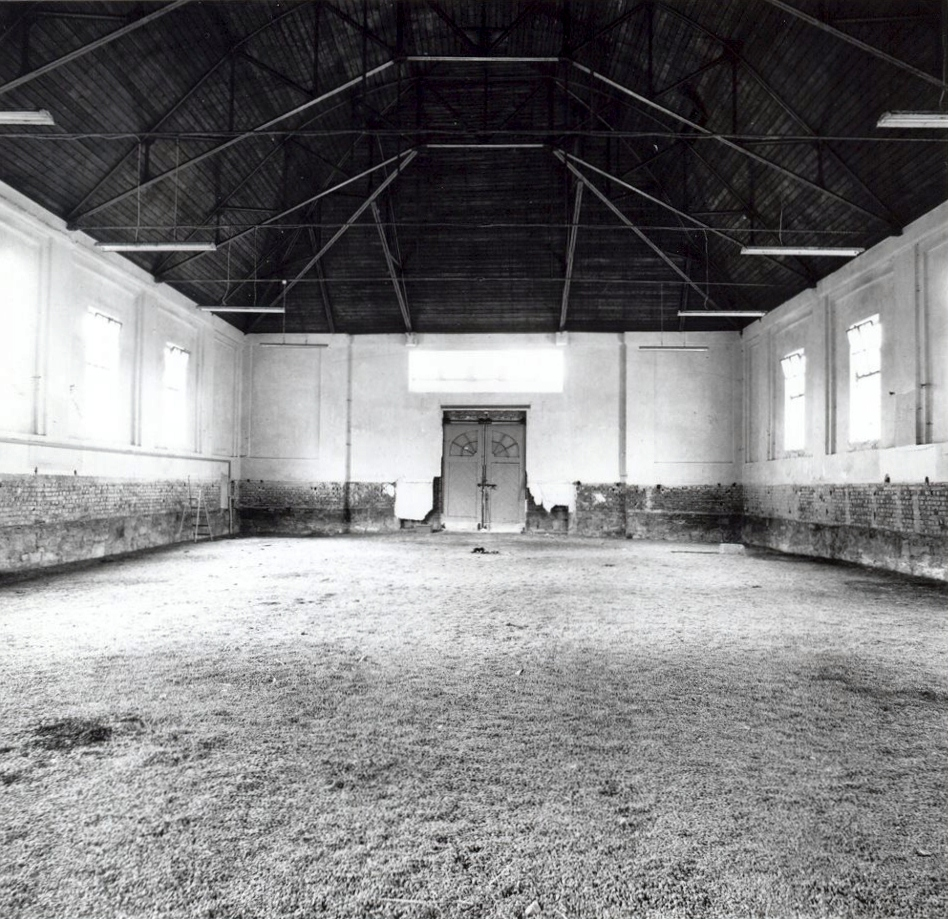
Reithalle im Tattersall (1920)

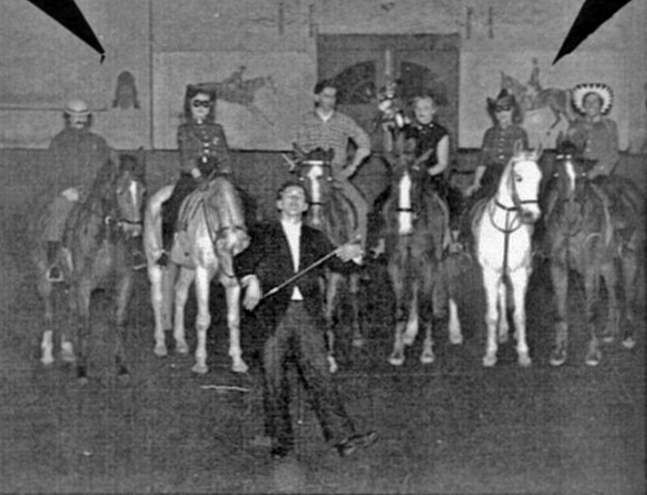
Reiterfasching im Bad Kissinger Tattersall (1920)

Der Tattersall im bayerischen Staatsbad Bad Kissingen war eine nach dem Londoner Ideengeber, Namensgeber und Stallmeister Richard Tattersall benannte Reithalle, die heute als Tagungs- und Kulturzentrum genutzt wird. Er steht seit 1987 unter Denkmalschutz und ist in der Denkmalliste unter der Nummer D-6-72-114-395 eingetragen.

## Geschichte
Der Bad Kissinger Tattersall wurde 1911 von dem Bad Kissinger Architekten Franz Krampf (1875–1945), dem jüngeren Bruder des wesentlich bedeutenderen Architekten Carl Krampf (1863–1910), am Rand der Altstadt gebaut. Das Gebäude ist ein hochgeschossiger Saalbau mit Mansardwalmdach und Gusseisenbindern sowie südlich angrenzendem gleich hohen, aber zweigeschossigen (ehemaligem) Wohngebäude mit Mansarddach.
Bauherr des Jugendstilgebäudes war der Bad Kissinger „Verein zur Förderung des Reit- und Fahrsports“, der zusammen mit dem Golfclub Bad Kissingen einen Sportverein bildete. Der Tattersall diente dem Verein und den Kurgästen als wetterunabhängige Reithalle. In seinen Nebenräumen mit Boxen wurden die Pferde untergebracht und gepflegt – sowohl die Pferde der Vereinsmitglieder als auch jene von Kurgästen.
Als dieser Sportverein 1930 aufgelöst wurde, pachtete der neue, erst 1926 gegründete „Reiterverein Bad Kissingen“ den Tattersall vom Eigentümer Stadt, zumal er ihn auch schon in früheren Jahren mitgenutzt hatte.
Während des Zweiten Weltkrieges wurden alle Vereinspferde von der deutschen Wehrmacht ebenso beschlagnahmt wie auch der Tattersall, der fortan als Treibstofflager genutzt wurde. Im Stall standen allerdings weiterhin sechs Kleinpferde des Standortarztes für die Versorgung der Lazarette.
Nach dem Krieg wurde der Tattersall ab 1945 von der 9th Air Force beschlagnahmt und der amerikanischen Militärpolizei übergeben. Doch schon 1946 wurde das Gebäude wieder für den Reitsport freigegeben und der Reiterverein Bad Kissingen nahm den Betrieb mit wachsendem Erfolg wieder auf. Nach 40 Jahren reichte die Kapazität allerdings nicht mehr aus, weshalb der Reiterverein 1987 in die früheren Stallungen der Oberen Saline außerhalb der Stadt umzog.
Nach dem Auszug der Reiter ließ der Bad Kissinger Stadtrat das historische Gebäude im Dezember 1987 unter Denkmalschutz stellen. Anschließend brauchte die Stadt einige Jahre, um sich über die künftige Nutzung einig zu werden. Schließlich entschied man sich zur Umwandlung in ein Tagungs- und Veranstaltungszentrum und ließ den Tattersall Mitte der 1990er Jahre generalsanieren und der künftigen Nutzung entsprechend umbauen.
Eine weitere Sanierung folgte im Jahr 2002. Doch kaum waren die Arbeiten abgeschlossen, zerstörte das Hochwasser vom 4. Januar 2003 den frisch verlegten Parkettboden und einen Teil der neuen technischen Anlage, weshalb beides noch einmal ersetzt werden musste.

## Heutige Nutzung
Heute liegt der Tattersall (Reithausplatz 2) in bester Innenstadtlage, etwa 500 Meter vom Marktplatz entfernt, und unmittelbar an einem großen Parkplatz, der im April 2009 von „Salinen-Parkplatz“ in „Tattersall-Parkplatz“ umbenannt wurde.
Das Gebäude mit seinem historischen Ambiente verfügt über eine Nutzfläche von 910 Quadratmetern. Im Erdgeschoss befinden sich der große Saal mit Empore (400 Quadratmeter), die frühere Reithalle, mit einer Kapazität bis zu 400 Sitzplätzen. Es schließt sich ein kleiner Saal (85 Quadratmeter) an. Im Obergeschoss befindet sich ein Raum (90 Quadratmeter) für etwa 60 Sitzplätze. Der früher als Außenreitplatz genutzte Vorplatz wird heute für Außenveranstaltungen genutzt.